# Saint-Bernard, Côte-d'Or
Saint-Bernard este o comună în departamentul Côte-d'Or, Franța. În 2009 avea o populație de 432 de locuitori.

## Evoluția populației
| An        | 1975 | 1982 | 1990 | 1999 | 2006 | 2009 |
| --------- | ---- | ---- | ---- | ---- | ---- | ---- |
| Populație | 109  | 194  | 236  | 291  | 352  | 432  |